# Relations entre la Belgique et la Chine
Les relations entre la Belgique et la Chine sont établies au début des années 1970, soit environ 25 ans après que la Chine continentale est devenue communiste, correspondant à l’accession de la république populaire de Chine aux Nations unies.

## Histoire
Les relations diplomatiques entre la Belgique et la Chine sont établies le 25 octobre 1971. Elles commencent à s'améliorer et à se développer au cours des années 1980 avec des visites de gouvernements de haut rang des deux côtés tels que Zhu Rongji en avril 1991 et le vice premier-ministre Qian Qichen en mars 1992. Du côté belge, le roi Albert II visite la Chine en mai 1993 et son successeur Philippe, alors encore prince, la visite en novembre 1996 et en mai 2000. Les premiers ministres belges Jean-Luc Dehaene (en novembre 1998) et Guy Verhofstadt (en mars 2002) ont également effectué des visites officielles en Chine.
Les deux pays entretiennent de bonnes relations commerciales. La Belgique a eu un pavillon à l'Exposition universelle de 2010 qui s'est tenue à Shanghai.

## Relations bilatérales
Le vice-Premier ministre Xi Jinping s'est rendu en Belgique en octobre 2009 pour renforcer la coopération bilatérale en matière de commerce, d'échanges touristiques et culturels,,.
Le montant des échanges bilatéraux en 2002 totalisait 4 898 milliards de dollars. La Chine est le sixième plus grand partenaire commercial de la Belgique qui représente 4,1 % du commerce extérieur de la Belgique. Le commerce entre les deux pays en 2008 a dépassé 20 milliards de dollars avec une croissance moyenne de 20 % chaque année.
En juin le Parlement Belge dénonce le sort des Ouïghours, la commission des relations étrangères belges parle d'un « risque sérieux de génocide ». L'ambassade chinoise en Belgique a condamné la résolution du parlement, avertissant d'éventuelles dégradations des relations bilatérales entre les deux pays.
En janvier 2024, le premier ministre Alexander De Croo s'est rendu en Chine lors d'une visite officielle. Celle-ci fut marquée par des annonces importantes comme la levée de certaines restrictions commerciales et la perspective positive quant à la dispense de visa pour les courts séjours en Chine,.